# 한지현 (배구 선수)
한지현 (1994년 8월 17일 ~ )은 대한민국의 배구 선수이다.

## 내력
일신여자상업고등학교에서 활약하여 팀의 많은 우승을 이끌었고 2012년 수련선수로 인천 흥국생명 핑크스파이더스에서 프로데뷔한후 12-13시즌 주전리베로인 김혜선의 백업요원으로 활약하였다. 13-14시즌에는 김혜선의 부상으로 주전리베로를 꿰차고 흥국생명이 수비가 좋은팀이라는 평가를 받는 중심에 서기도 했다. 디그능력이 좋고 어린나이에도 풀타임에 안정적인 모습을 보여줘서 내일이 더 기대되는 선수라고 평가받고 있다. 팬들사이에서는 귀여운외모와 생글생글잘웃는 모습덕에 인기가 많고 별명으로 꿀벌이라고도 불린다. 13 - 14시즌 올스타전에 선발되어 활약하기도 했다.

### 화성 IBK기업은행 알토스
2017-18 시즌 종료 후 자유계약선수 자격을 얻어 화성 IBK기업은행 알토스로 이적하였다.

## 수상 경력

### 소속팀
인천 흥국생명 핑크스파이더스
- V-리그
  - 준우승: 2017

### 개인
- 2008년 42회 대통령배 여중부분세터상
- 2011년 66회 남녀종별배구선수권대회 여고부 수비상
- 2012년 23회 CBS배 남녀중고 배구대회 리베로상
- V-리그 베스트7: 2017
- V-리그 올스타: 2014, 2017

## 경기 기록
- 12-13시즌

| 경기수 | 세트수 | 디그시도 | 디그성공 | 세트당 평균 |
| ------ | ------ | -------- | -------- | ----------- |
| 16     | 44     | 187      | 143      | 3.25        |

- 13-14시즌

| 경기수 | 세트수 | 디그시도 | 디그성공 | 세트당 평균 |
| ------ | ------ | -------- | -------- | ----------- |
| 29     | 110    | 619      | 513      | 4.66        |